# Bulwary we Wrocławiu
Bulwary we Wrocławiu – to bulwary położone we Wrocławiu nad przepływającymi przez miasto wrocławskimi rzekami, przede wszystkim największą z tych rzek – Odrą, oraz innymi ciekami wodnymi. Części z tych bulwarów nadano nazwy własne. Zespół takich powiązanych bulwarów został stworzony w obrębie Starego Miasta i przyległych osiedli, nad ramionami i kanałami Odry, w Śródmiejskim Węźle Wodnym, oraz nad Fosą Miejską. Nie wszystkie z nich otrzymały indywidualne nazwy, choć znacząca część posiada taki wyróżnik. Całość powiązana została licznymi mostami i kładkami. Planuje się przebudowy wrocławskich nabrzeży i budowy nowych z uwzględnieniem tworzenia nowych bulwarów, nie tylko nad Odrą i jej kanałami (jak np. nad Kanałem Miejskim), ale i nad mniejszymi rzekami, np. nad Oławą. Przedmiotowe projekty znajdują swoje odzwierciedlenie przede wszystkim w uchwalanych miejscowych planach zagospodarowania przestrzennego i wynikają z przyjętego Studium uwarunkowań i kierunków zagospodarowania przestrzennego Wrocławia. Stanowią realizację złożeń polityki miasta "odwrócenia się ku rzece", przywrócenia jej znaczenia i powiązań funkcjonalnych. 
Oprócz nazwanych bulwarów we Wrocławiu, istnieje cała grupa ciągów zieleni o charakterze bulwaru, położonych nad rzekami i kanałami wodnymi, wzdłuż ulic (np. Ulica Wybrzeże Stanisława Wyspiańskiego), lub wzdłuż wałów przeciwpowodziowych (np. Grobla Szczytnicko–Bartoszowicka). Realizowana jest koncepcja powiązania istniejących bulwarów w system ruchu pieszego i rowerowego o zapewnionej ciągłości, na określonych wyznaczonych kierunkach, oraz takie ich kształtowanie, aby mogły pełnić funkcję reprezentacyjną, rekreacyjną i rozrywkową.
We Wrocławiu istnieją także ulice, deptaki, posiadające w swej nazwie słowo "Bulwar", mimo że nie są one bulwarami w tym sensie, iż nie znajdują się nad określonym ciekiem wodnym, np. Bulwar Ikara, Bulwar Dedala.
| nazwa                                            | rzeka, ciek                      | ramię, kanał                  | brzeg      | położenie        | fotografia |
| ------------------------------------------------ | -------------------------------- | ----------------------------- | ---------- | ---------------- | ---------- |
| Bulwar Józefa Zwierzyckiego                      | Odra                             | Odra Północna                 | prawy      | Nadodrze         |            |
| Bulwar kard. Stefana Wyszyńskiego                | Odra                             | Odra Północna                 | lewy       | Wyspa Piasek     |            |
| Bulwar Odrzański                                 | Odra                             | górna Odra śródmiejska        | prawy      | Ostrów Tumski    |            |
| Bulwar Piotra Włostowica                         | Odra                             | Odra Południowa/Odra Północna | prawy/lewy | Wyspa Piasek     |            |
| Bulwar Słoneczny                                 | Odra                             | Odra Północna                 | prawy      | Nadodrze         |            |
| Bulwar Stanisława Kulczyńskiego                  | Odra                             | Odra Południowa               | prawy      | Wyspa Piasek     |            |
| Bulwar ks. Aleksandra Zienkiewicza (św. Marcina) | Odra                             | Odra Północna                 | prawy      | Ostrów Tumski    |            |
| Bulwar Tadka Jasińskiego                         | Fosa Miejska                     |                               |            | Stare Miasto     |            |
| Bulwar Xawerego Dunikowskiego                    | Odra                             | górna Odra śródmiejska        | lewy       | Nowe Miasto      |            |
| Bulwar Marii i Lecha Kaczyńskich                 | Odra                             | górna Odra śródmiejska        | lewy       | Nowe Miasto      |            |
| Bulwar Politechniki Wrocławskiej                 | Odra                             | górna Odra śródmiejska        | prawy      | Plac Grunwaldzki |            |
| Promenada Staromiejska                           | Fosa Miejska Zatoka Gondoli Odra |                               |            | Stare Miasto     |            |